# Perriers-en-Beauficel
Perriers-en-Beauficel è un comune francese di 236 abitanti situato nel dipartimento della Manica nella regione della Normandia.

## Società

### Evoluzione demografica
Abitanti censiti